# Студена планина
„Студена планина“ (на английски: Cold Mountain) е американски филм от 2003 г. на режисьора Антъни Мингела (носител на „Оскар“ за „Английският пациент“, 1996), продуциран от Сидни Полак. Филмът е екранизация по едноименния роман на Чарлз Фрейзър.
В главните роли участват Джуд Лоу, Рене Зелуегър, Никол Кидман, Доналд Съдърланд и други.

## Сюжет
Внимание:  Текстът по-долу разкрива сюжета на произведението (или части от него)!
В зората на Гражданската война, всички мъже от Студена планина, малко градче в Северна Каролина, се присъединяват към армията на Конфедерацията. Както много други жени, Ейда (Кидман) се е заклела да чака любимия си Инман (Лоу) да се завърне, но след години без вести вече все по-трудно крепи крехката надежда, че ще го види отново. И докато той бавно пътува към дома, тя, заедно със скитницата Руби (Зелуегър), ще търси силата да оцелее, надявайки се краят на войната да дойде скоро.

## Награди и номинации
„Студена планина“ печели „Златен глобус“ 2003 година за „най-добра женска поддържаща роля“ на Рене Зелуегър.
7 номинации за „Оскар“, вкл. „най-добър филм“ и „най-добра женска поддържаща роля“